# Аккоз-Кайнар
Аккоз-Кайнар (каз. Ақкөз-Қайнар) — село в Меркенском районе Жамбылской области Казахстана. Входит в состав Акерменского сельского округа. Код КАТО — 315431300.
В селе есть начальная школа.

## Население
В 1999 году население села составляло 151 человек (79 мужчин и 72 женщины). По данным переписи 2009 года, в селе проживали 82 человека (42 мужчины и 40 женщин).